# Armée du Nord (Argentine)
Pour les articles homonymes, voir Armée du Nord.

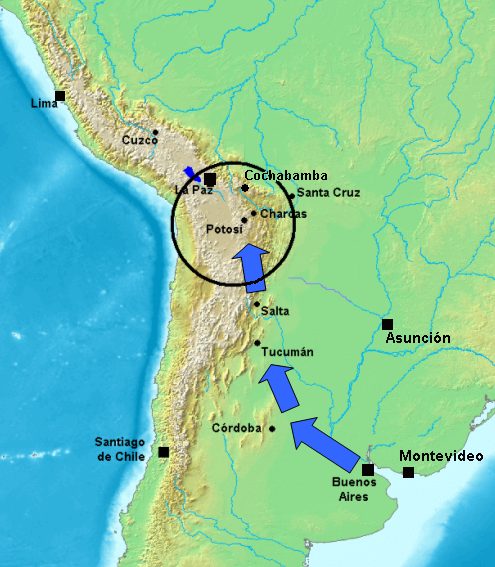
Le Haut-Pérou, objectif de l’armée du Nord, dépêchée depuis Buenos Aires.

L’armée du Nord (en esp. Ejército del Norte), dénommée dans les documents d’époque armée du Pérou (en esp. Ejército del Perú), ou encore armée auxiliaire du Pérou, était un des corps militaires mis sur pied par les Provinces-Unies du Río de la Plata lors de la guerre que cette jeune république eut à mener pour son indépendance d’avec l’Espagne ; elle fut chargée d’intervenir, sous le commandement de Manuel Belgrano notamment, dans la partie nord-ouest de l’actuelle république argentine et dans le Haut-Pérou, correspondant grosso modo à l’actuelle Bolivie, régions où se situait l’un des principaux fronts de bataille contre les armées royalistes demeurées fidèles à la couronne d’Espagne.
Son activité sur le front indépendantiste débuta en 1810 et se termina en 1817, avec la défaite des forces commandées par Gregorio Aráoz de Lamadrid lors de la bataille de Sopachuy, dans le cadre d’une ultime tentative d’avancer vers le Haut-Pérou. L’armée du Nord, dès lors, cessa ses actions offensives, adoptant désormais une attitude seulement défensive. Le dessein offensif reposait dorénavant sur l’armée des Andes (Ejército de los Andes), sous les ordres de José de San Martín, lequel avait conçu l’idée de parvenir par la mer jusqu’à Lima, principal bastion royaliste, après avoir auparavant libéré le Chili. L’armée du Nord, de nouveau sous le commandement de Belgrano, reçut mission à présent d’intervenir dans les combats liés au conflit intérieur entre le gouvernement central, avec siège à Buenos Aires, et les caudillos fédéralistes du Litoral. La mutinerie d’Arequito, en 1820, consécutive au refus des vétérans du front de l’indépendance à s’engager dans des luttes intestines fratricides, mit fin à son existence.
Avant cela, le corps expéditionnaire chargé de mener l’Expédition de libération au Paraguay (en esp. Expedición Libertadora al Paraguay, de septembre 1810 à mars 1811), placé sous les ordres de Belgrano, portait également l’appellation d’armée du Nord, mais ce nom vint ensuite, après l’échec militaire de ladite expédition, à être donné au corps œuvrant dans le Haut-Pérou.
Pendant la guerre de la Confédération (1836–1839), un nouveau corps d’armée, mené par Alejandro Heredia, reçut le nom d’armée du Nord (1837), mais disparut à son tour, après l’assassinat de son commandant en 1838, peu avant que n’éclatât la sédition contre Rosas connue sous le nom de Coalition du Nord, tandis que la guerre se terminait en 1839, avec la victoire chilienne lors de la bataille de Yungay et le retrait des troupes péruano-boliviennes hors du territoire argentin.